# 施圖拜山
施圖拜山（發音：[ˈʃtuːbaɪɐ ˈalpn̩]）是歐洲的山脈，是中阿爾卑斯山脈的一部分，橫跨奧地利蒂羅爾州和意大利博尔扎诺-上阿迪杰自治省，最高點海拔高度3,507米。它的名字来源于东部的施图拜谷山谷，位于奥地利因斯布鲁克的西南部。几座山峰构成了奥地利和意大利之间的边界。

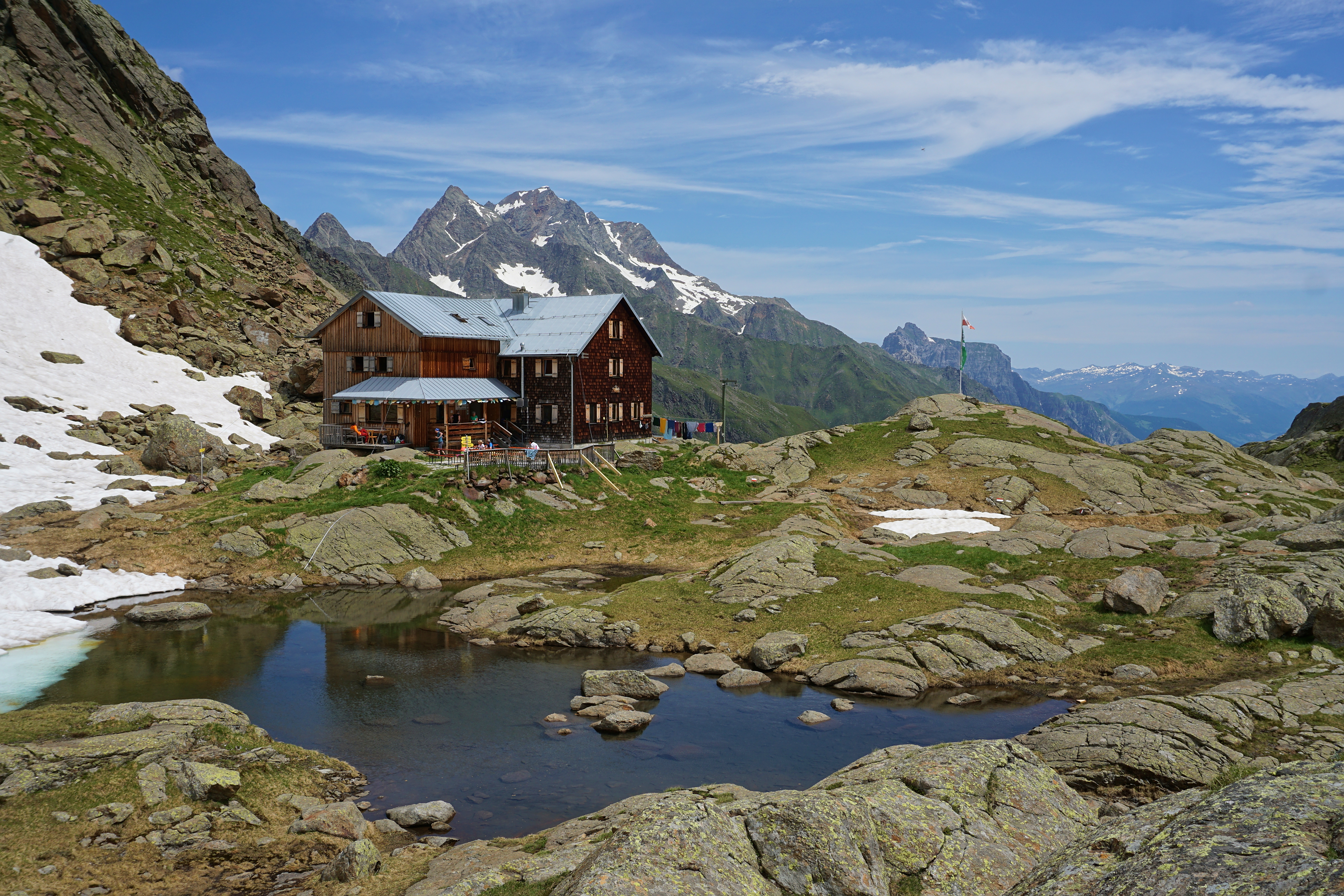

## 地理
斯图拜阿尔卑斯山的重要部分显示出冰川作用的迹象。施图拜谷山谷和库泰(Kühtai)周围的北部现在只有轻微的冰川覆盖，是一个受欢迎的滑雪旅游目的地（齐施格勒斯山、Lampsenspitze、皮尔赫科格尔山、苏尔茨科格尔山）。施图拜谷山谷上游周围的 High Stubai 仍然被严重冰川覆盖，是东阿尔卑斯山经典的高山旅游区。这里有一个位于施图拜谷冰川的冰川滑雪场。
斯图拜阿尔卑斯山与西边的厄茨塔尔山一起，由Timmelsjoch 的马鞍相连，构成了东阿尔卑斯山最大的山体之一。

## 外部連結
- Stubaier Alps on Summitpost （页面存档备份，存于）

47°05′N 11°10′E / 47.083°N 11.167°E